# Sans pouvoir le dire
Pour plus de détails, voir Fiche technique et Distribution.
Sans pouvoir le dire (Dove siete? Io sono qui) est un film dramatique italien réalisé par Liliana Cavani sorti en 1993.
Le film est présenté au 50e Festival International du Film de Venise, où Anna Bonaiuto a remporté la Coupe Volpi pour le meilleur second rôle. Pour son rôle Chiara Caselli a été récompensée par un Ruban d'argent de la meilleure actrice  et une Grolla d'oro dans la même catégorie.

## Synopsis
La mère de Fausto refuse d'accepter le fait que son enfant est sourd, et refuse de l'envoyer dans une école spéciale où il peut apprendre la langue des signes. Sa tante lui apprend à communiquer et l'aide à trouver une place au sein d'un groupe de sourds-muets. Il rencontre et tombe amoureux de Elena. Les parents sont partagés sur l'avenir de cette relation jusqu'au moment où des faits particuliers leur font changer d'avis.

## Fiche technique
- Titre français :Sans pouvoir le dire
- Titre original : italien : Dove siete? Io sono qui
- Réalisation : Liliana Cavani
- Scénario : Liliana Cavani, Italo Moscati
- Production : Giovanni Bertolucci
- Musique : Pino Donaggio
- Photographie :	Armando Nannuzzi
- Montage : Angelo Nicolini
- Décors	: Luciano Ricceri
- Durée : 120 min
- Date : 1993
- Langue : italien
- Pays de production :  Italie

## Distribution
- Chiara Caselli : Elena Setti
- Gaetano Carotenuto : Fausto
- Anna Bonaiuto : mère de Fausto
- Giuseppe Perruccio : père de Fausto
- Valeria D'Obici : tante de  Fausto
- Ines Nobili : Maria
- Ko Muroboshi : le mime
- Doriana Chierici : mère d'Elena
- Carla Cassola : miss Martini
- Paola Mannoni : le Principal
- Pino Micol : le directeur de la banque
- Sebastiano Lo Monaco : professeur Pini
- Paco Reconti : Ugo
- Marzio Honorato : le professeur d'histoire
- Maria De Fano